# Chavannes-sur-l'Étang
Chavannes-sur-l'Étang es una localidad y comuna francesa, situada en el departamento de Alto Rin, en la región  de Alsacia.

## Demografía
| 334 | 340 | 314 | 342 | 374 | 436 |
| Para los censos de 1962 a 1999 la población legal corresponde a la población sin duplicidades (Fuente: INSEE [Consultar]) |     |     |     |     |     |